# 紀元前23世紀

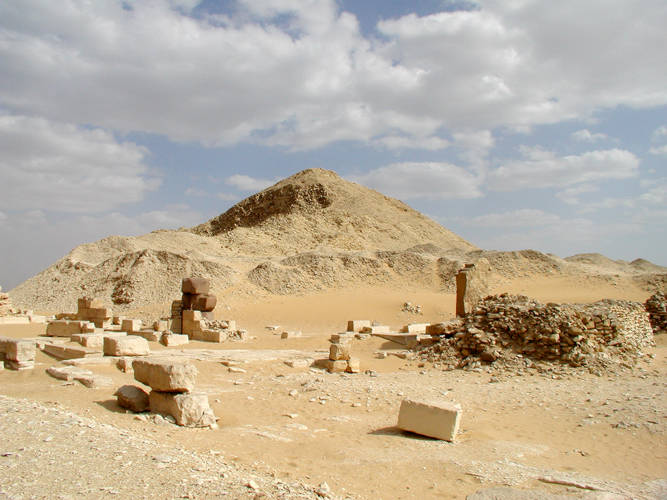
ペピ2世のピラミッド。

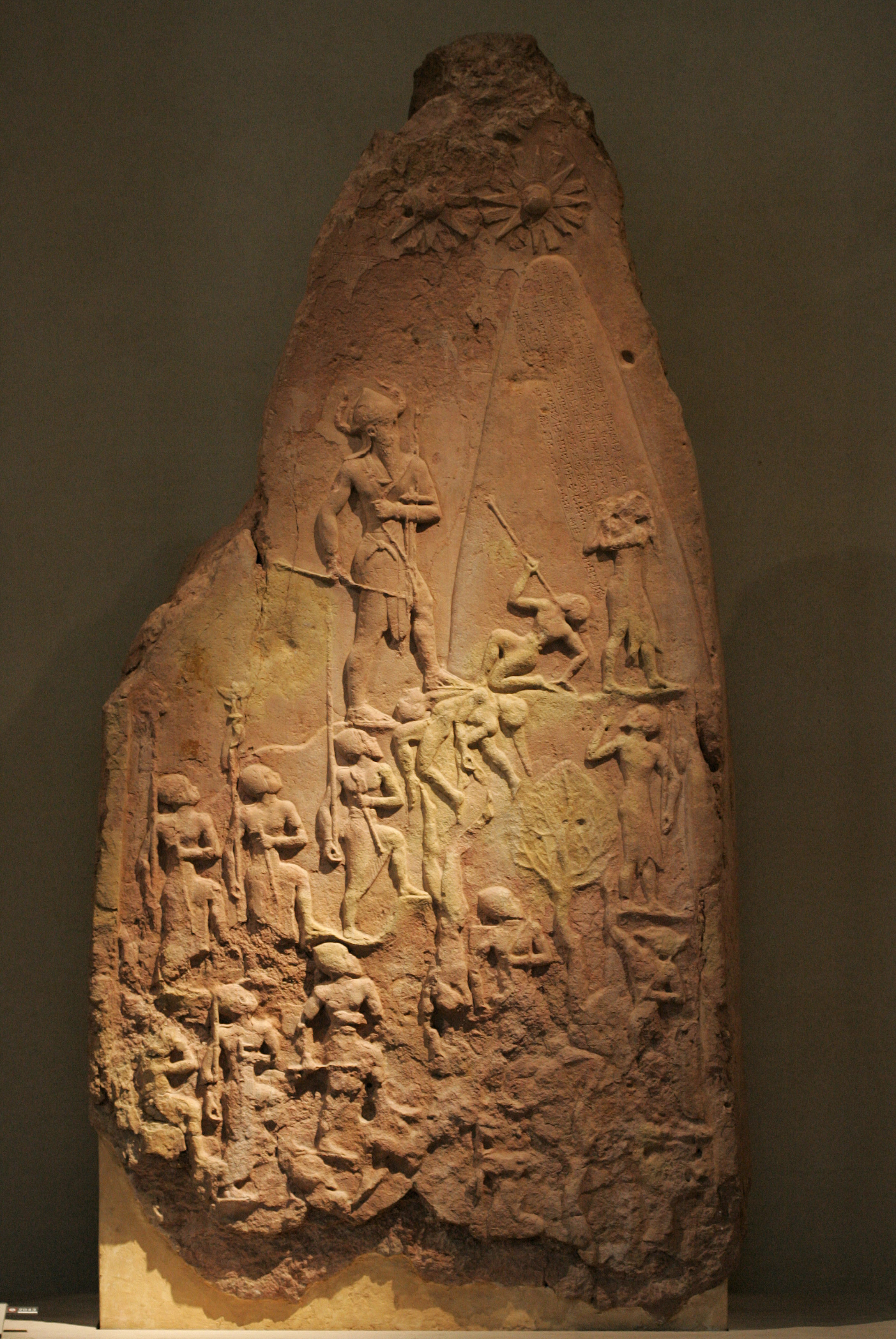
ナラム・シン。アッカド帝国の君主で祖父サルゴンの路線を踏襲し、アッカドの領土を最大にした。画像はルーヴル美術館にあるナラム・シンの戦勝記念碑。

紀元前23世紀（きげんぜんにじゅうさんせいき）は、西暦による紀元前2300年から紀元前2201年までの100年間を指す世紀。

## 出来事
- 紀元前2334-2279年 - サルゴンがメソポタミア全域を征服する。

### 紀元前2300年代
- 紀元前2300年頃
  - ヨーロッパで青銅器時代が始まる。
    - 西ヨーロッパでは後期ビーカー文化、中央ヨーロッパではウーニェチツェ文化がそれに当たる。
    - イングランドのストーンヘンジ近郊で発見された「エームズベリーの射手」はこの世紀の後期ビーカー文化の人物。

  - シュメール人が支配するメソポタミアからペルシア湾を経てインド洋に至る航路が整備される。
    - ディルムン（現バーレーン）、マガン（現オマーン）、メルッハ（インダス文明地帯）が繁栄する。
    - この時代の南東アラビアの文化は前期青銅器時代（ウンム・アン＝ナール期）に区分される。

  - シリアでは「王の道」や「海の道」といった幹線道路が結ばれる。
  - 現在のアフガニスタン北部のバダクシャン地方のサリ・サング鉱山がラピスラズリの産地として繁栄する。
  - ナイル川とモエリス湖を結ぶ運河が作られる。
  - 日本の三内丸山遺跡の終末期（紀元前3900年頃 - ）。
- 紀元前2300-2200年頃 - 男性の頭像（イラク国立博物館蔵）がニネヴェで作られる。

### 紀元前2280年代
- 紀元前2289年頃 - 94年に及ぶ在任期間の末にペピ2世が100歳で死去する。
- 紀元前2288-2224年 - エジプト王ペピ2世とアンクネスメリラー2世の像（ブルックリン美術館蔵）が作られる。
- 紀元前2285年-2250年頃 - アラバスター製のエンヘドゥアンナの奉献円盤（ペンシルベニア大学蔵）がウルで作られる。
  - この円盤に名が残るエンヘドゥアンナはアッカド王サルゴンの王女でウルの月神ナンナに仕えた女神官。
  - 「ニンメシャルラ（イナンナ女神賛歌）」ほかの作品を残し、名前が伝わる最古の文学者とされている。

### 紀元前2250年代
- 紀元前2254-2218年頃 - アッカド王ナラム・シンの戦勝記念碑（ルーヴル美術館蔵）がシッパルで作られる。
- 紀元前2250年 - 第四紀完新世メーガーラヤン期の最初の年（人類紀元7750年）。
- 紀元前2250年頃 - フルリ人の都市国家ウルケシュ（テル・モザン遺跡）の王トゥプキシュ・エンダンの治世。

### 紀元前2240年代
- 紀元前2240年頃
  - エラム王クティク・インシュシナクが即位（ - 紀元前2220年頃）。
    - この王のもとでエラムはスサやアンシャンなどイラン高原南西部全域を支配下に置く。

  - アッカド王ナラム・シンがエブラを征服する。

### 紀元前2230年代
- 紀元前2234-2184年頃 - 中国の伝説的な王である舜の治世。
  - 前王堯は実子である丹朱でなく、有徳者である舜に位を譲る（これが中国最初の禅譲とされる）。
  - 堯は後継候補として隠者の許由を挙げたともされるが、巣父とともに峻拒されたと伝わる。

### 紀元前2210年代
- 紀元前2215年頃 - グティの軍がザグロス山脈よりメソポタミアに進出しアッカド軍を破る。
  - この時期、グティ人の他にアムル人やフルリ人がアッカド国内に侵入し続ける。

## 主な人物
- サルゴン - アッカド帝国の創始者
- エンヘドゥアンナ - サルゴンの娘・世界最古の文学者
- ナラム・シン - アッカド帝国の君主・サルゴンの孫
- クティク・インシュシナク - 古エラム時代のエラムの王

## 誕生
- ヤペテ（紀元前2254年）、セム（紀元前2212年）、ハム（紀元前2204年） - ノアの息子

## 死去
- サルゴン（紀元前2279年）